# Carissimi, la nebbia agli irti colli
Carissimi, la nebbia agli irti colli è stato un programma televisivo di genere varietà, andato in onda dal 16 dicembre 1979 al 23 marzo 1980 su Rai 3 alle ore 19.20, per 15 puntate della durata di un'ora e 10 minuti. Era prodotto dalla sede Rai di Milano, nel quadro delle convenzioni che prevedevano che i programmi del terzo canale televisivo fossero per il 60% realizzati dalle filiali locali dell'azienda

## Il programma
Tra le partecipazioni vi fu quella di Gianna Maria Garbelli. La regia era affidata a Guido Tosi, che ne era anche autore insieme a Aldo Grasso, Ugo Volli, Rina Pilenga, Giulio Martini, Romano Frassa, Enzo Marchetti, Giorgio Maggiali e Gianni Valle. La conduzione era affidata a Daniela Piperno, Michele Sortillo, Antonio Catania e Bruno Pagni (più tardi passato al canale sloveno TV Koper Capodistria per la rubrica Tutt'oggi).